# Etihad Towers
Le Etihad Towers sono un complesso di edifici formati da 5 torri che si trova ad Abu Dhabi, la capitale degli Emirati Arabi Uniti.

## Utilizzo
Le torri si trovano di fronte all'hotel Emirates Palace e dispongono di uffici, appartamenti e di un hotel.
Il costo stimato per la loro costruzione è stato di 2,5 miliardi di dirham.
Le torri sono state usate come location del film del 2015 Fast & Furious 7 nella scena in cui Dominic Toretto (Vin Diesel) e Brian O'Conner (Paul Walker) rubano una Lykan HyperSport e la guidano attraverso tre delle torri.